# Pia Hollenstein

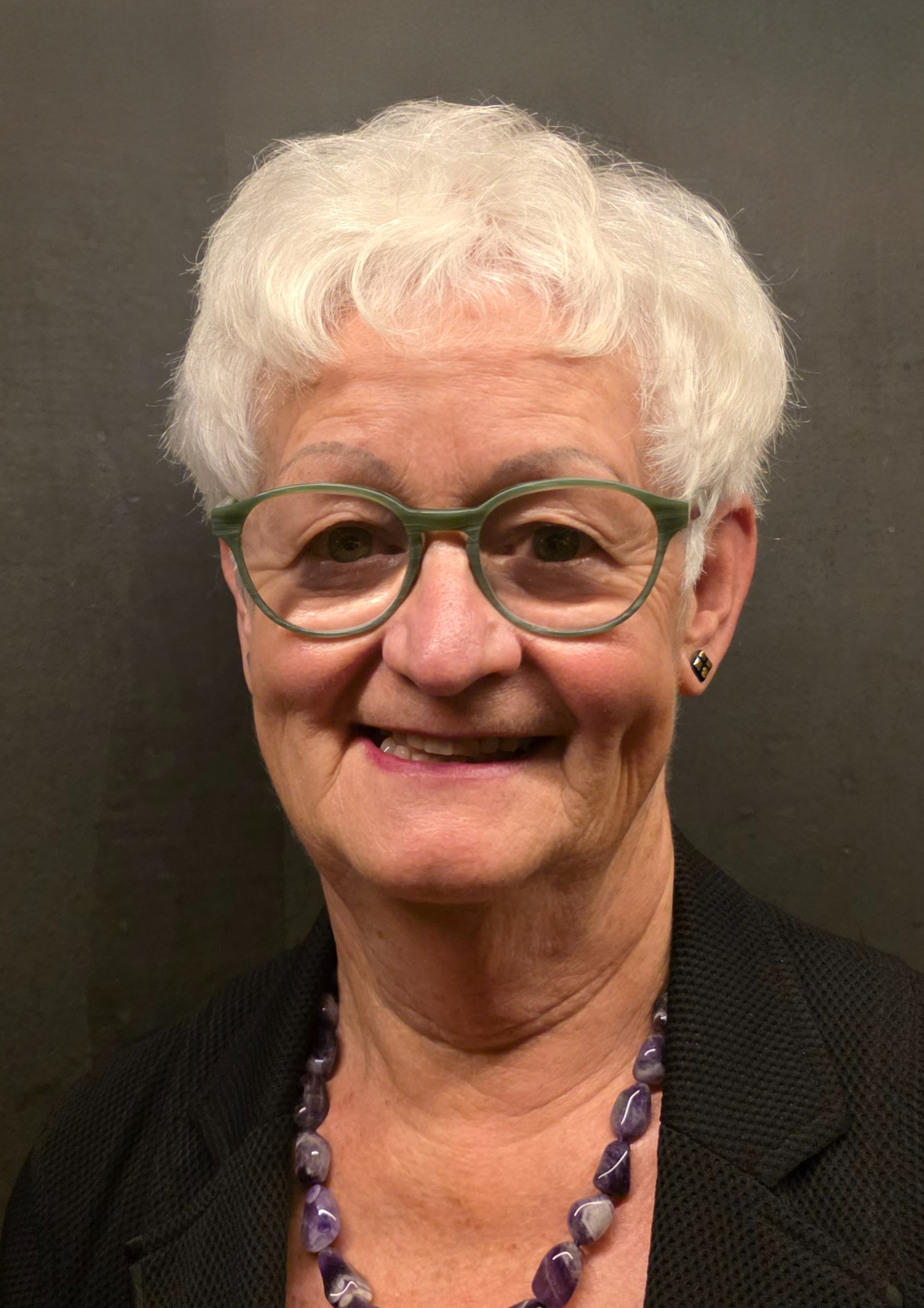
Pia Hollenstein 2025 an der Premiere von "Trop chaud"

Pia Hollenstein (* 13. September 1950 in Libingen) ist eine Schweizer Politikerin (Grüne) und ehemalige Nationalrätin.

## Leben
Pia Hollenstein wuchs mit fünf Brüdern, drei Schwestern, Eltern und Grossmutter auf einem Bauernhof im Toggenburg auf. Die Familie war katholisch und ihr Vater war jahrelang Gemeinderat für die CVP. Sie beendete 1972 die Ausbildung zur Krankenschwester mit Diplomabschluss AKP und 1975 eine zweijährige Weiterbildung in Intensivpflege und Reanimation. Sie bildete sich 1984/85 zur Berufsschullehrerin aus und war ab 1985 an der Schule für Gesundheits- und Krankenpflege Stephanshorn als Berufsschullehrerin tätig.
Sie war vom 1. Januar 1989 bis 31. Dezember 1991 Gemeinderätin der Stadt St. Gallen. Vom 25. November 1991 bis 5. Juni 2006 war sie Mitglied des Nationalrates. Von 2005 bis 2007 absolvierte sie den Nachdiplomstudiengang «Master of Advanced Studies in Applied Ethics» am Ethik-Zentrum der Universität Zürich. Von 2009 bis 2014 arbeitete sie als Bildungsbeauftragte im Spital und Pflegeheim Appenzell und ist seit Herbst 2014 pensioniert.
Im Jahr 2016 war sie Mitbegründerin des Vereins Klimaseniorinnen Schweiz und ist dort als Vorstandsmitglied tätig.

## Mandate und politische Ämter
- 25. November 1991 bis 5. Juni 2006: Sicherheitspolitische Kommission des Nationalrates
- 4. Dezember 1995 bis 5. Dezember 1999: Kommission für Rechtsfragen des Nationalrates
- 4. Dezember 1995 bis 5. Juni 2006: Kommission für Verkehr und Fernmeldewesen des Nationalrates

Begleitausschuss zur Formulierung der Strassenverkehrssicherheitspolitik des Bundes (VESIPO); Bundesamt für Strassen, Co-Präsidentin Parlamentarischen Gruppe Tierschutz; Co-Präsidentin Parlamentarischen Gruppe Beziehungen Schweiz-Südafrika; Seit 1992 Mitglied der «Ökumenischen Kommission für Gerechtigkeit, Frieden und Bewahrung der Schöpfung GFS der Arbeitsgemeinschaft Christlicher Kirchen Appenzell / St. Gallen»

## Film
- Trop chaud - KlimaSeniorinnen vs. Switzerland[8], Dokumentarfilm 2025 von Benjamin Weiss